# Gand-Wevelgem 1980
La Gand-Wevelgem 1980, quarantaduesima edizione della corsa, si svolse il 2 aprile su un percorso di 264 km, con partenza a Gand e arrivo a Wevelgem. Fu vinta dall'olandese Henk Lubberding della Ti-Raleigh-Creda davanti al belga Fons De Wolf e all'olandese Piet van Katwijk. Fu il primo successo di un ciclista dei Paesi Bassi nella storia di questa competizione.

## Ordine d'arrivo (Top 10)
| Pos. | Corridore        | Squadra                 | Tempo    |
| ---- | ---------------- | ----------------------- | -------- |
| 1    | Henk Lubberding  | Ti-Raleigh-Creda        | 6h16'00" |
| 2    | Fons De Wolf     | Boule d'Or-Studio Casa  | a 37"    |
| 3    | Piet van Katwijk | Ti-Raleigh-Creda        | s.t.     |
| 4    | Jos Schipper     | Marc-Carlos-v.r.d.-IWC  | s.t.     |
| 5    | Jan Bogaert      | Vermeer-Thijs-Mini-Flat | s.t.     |
| 6    | Jan Raas         | Ti-Raleigh-Creda        | a 1'10"  |
| 7    | Willy Teirlinck  | Safir-Ludo              | s.t.     |
| 8    | Hennie Kuiper    | Peugeot-Esso-Michelin   | s.t.     |
| 9    | Jo Maas          | DAF Trucks-Lejeune      | s.t.     |
| 10   | Oscar Dierickx   | Safir-Ludo              | s.t.     |